# Wereldbeker veldrijden 2010-2011
De wereldbeker veldrijden 2010-2011 was het achttiende seizoen van deze wedstrijdenserie in het veldrijden. De competitie ging van start op 17 oktober 2010 en eindigde op 23 januari 2011. De wereldbeker telde dat jaar slechts 8 veldritten. Niels Albert werd de waardige opvolger van de vorige winnaar Zdeněk Štybar.
De wereldbeker bestond uit de volgende categorieën:
- Mannen elite: 23 jaar en ouder
- Vrouwen elite: 17 jaar en ouder
- Mannen beloften: 19 t/m 22 jaar
- Jongens junioren: 17 t/m 18 jaar

## Mannen elite

### Kalender en podia
| Datum      | Locatie                              | Eerste        | Tweede         | Derde         | Leider in het klassement |
| ---------- | ------------------------------------ | ------------- | -------------- | ------------- | ------------------------ |
| 17/10/2010 | Aigle                                | Zdeněk Štybar | Niels Albert   | Kevin Pauwels | Zdeněk Štybar            |
| 24/10/2010 | Cyclocross Pilsen, Pilsen            | Zdeněk Štybar | Kevin Pauwels  | Niels Albert  | Zdeněk Štybar            |
| 27/11/2010 | Duinencross, Koksijde                | Niels Albert  | Zdeněk Štybar  | Sven Nys      | Zdeněk Štybar            |
| 05/11/2010 | Ziklokross Igorre, Igorre            | Niels Albert  | Francis Mourey | Sven Nys      | Niels Albert             |
| 19/12/2010 | Cyclocross Kalmthout, Kalmthout      | Tom Meeusen   | Sven Nys       | Kevin Pauwels | Niels Albert             |
| 26/12/2010 | GP Eric De Vlaeminck, Heusden-Zolder | Lars Boom     | Niels Albert   | Bart Wellens  | Niels Albert             |
| 16/01/2011 | Pontchâteau                          | Kevin Pauwels | Niels Albert   | Sven Nys      | Niels Albert             |
| 23/01/2011 | GP Adrie van der Poel, Hoogerheide   | Niels Albert  | Kevin Pauwels  | Sven Nys      | Niels Albert             |

### Eindklassement
| Pos. | Renner                | AIG | PIL | KOK | IGO | KAL | HEU | PON | HOO | Punten |
| ---- | --------------------- | --- | --- | --- | --- | --- | --- | --- | --- | ------ |
| 1    | Niels Albert          | 70  | 65  | 80  | 80  | 55  | 70  | 70  | 80  | 570    |
| 2    | Kevin Pauwels         | 65  | 70  | 46  | 55  | 65  | 48  | 80  | 70  | 499    |
| 3    | Sven Nys              | 44  | 55  | 65  | 65  | 70  | 55  | 65  | 65  | 484    |
| 4    | Bart Aernouts         | 39  | 46  | 60  | 48  | 50  | 50  | 55  | 44  | 392    |
| 5    | Francis Mourey        | 50  | 60  | 50  | 70  | 60  | –   | 37  | 42  | 369    |
| 6    | Klaas Vantornout      | 60  | 50  | 37  | 50  | 32  | 35  | 38  | 55  | 357    |
| 7    | Gerben de Knegt       | 40  | 40  | 48  | 46  | 36  | 60  | 31  | 40  | 341    |
| 8    | Philipp Walsleben     | 36  | 48  | 39  | 44  | 40  | 27  | 48  | 48  | 330    |
| 9    | Dieter Vanthourenhout | 55  | 44  | –   | 37  | 44  | 46  | 40  | 33  | 299    |
| 10   | Bart Wellens          | 42  | 24  | 55  | 60  | 48  | 65  | –   | –   | 294    |

### Uitslagen
| #  | Naam                  | Tijd     |
| -- | --------------------- | -------- |
| 1  | Zdeněk Štybar         | 1u03'48" |
| 2  | Niels Albert          | + 9"     |
| 3  | Kevin Pauwels         | + 14"    |
| 4  | Klaas Vantornout      | + 20"    |
| 5  | Dieter Vanthourenhout | + 28"    |
| 6  | Francis Mourey        | + 30"    |
| 7  | Sven Vanthourenhout   | + 30"    |
| 8  | Steve Chainel         | + 31"    |
| 9  | Sven Nys              | + 43"    |
| 10 | Bart Wellens          | + 53"    |

| #  | Naam                  | Tijd     |
| -- | --------------------- | -------- |
| 1  | Zdeněk Štybar         | 1u05'52" |
| 2  | Kevin Pauwels         | + 18"    |
| 3  | Niels Albert          | + 33"    |
| 4  | Francis Mourey        | + 41"    |
| 5  | Sven Nys              | + 42"    |
| 6  | Klaas Vantornout      | + 1'07"  |
| 7  | Philipp Walsleben     | + 1'10"  |
| 8  | Bart Aernouts         | + 1'13"  |
| 9  | Dieter Vanthourenhout | + 1'21"  |
| 10 | Enrico Franzoi        | + 1'29"  |

| #  | Naam            | Tijd     |
| -- | --------------- | -------- |
| 1  | Niels Albert    | 1u06.05" |
| 2  | Zdeněk Štybar   | + 27"    |
| 3  | Sven Nys        | + 31"    |
| 4  | Bart Aernouts   | + 32"    |
| 5  | Bart Wellens    | + 42"    |
| 6  | Francis Mourey  | + 56"    |
| 7  | Gerben de Knegt | + 58"    |
| 8  | Kevin Pauwels   | + 1'01"  |
| 9  | Tom Meeusen     | + 1'03"  |
| 10 | Rob Peeters     | + 2'43"  |

| #  | Naam              | Tijd     |
| -- | ----------------- | -------- |
| 1  | Niels Albert      | 1u06'43" |
| 2  | Francis Mourey    | + 17"    |
| 3  | Sven Nys          | + 39"    |
| 4  | Bart Wellens      | + 55"    |
| 5  | Kevin Pauwels     | + 1'07"  |
| 6  | Klaas Vantornout  | + 1'33"  |
| 7  | Bart Aernouts     | + 1'48"  |
| 8  | Gerben de Knegt   | + 1'49"  |
| 9  | Philipp Walsleben | + 2'11"  |
| 10 | Christian Heule   | + 2'17"  |

| #  | Naam                  | Tijd     |
| -- | --------------------- | -------- |
| 1  | Tom Meeusen           | 1u02'21" |
| 2  | Sven Nys              | z.t      |
| 3  | Kevin Pauwels         | + 2"     |
| 4  | Francis Mourey        | + 7"     |
| 5  | Niels Albert          | + 30"    |
| 6  | Bart Aernouts         | + 36"    |
| 7  | Bart Wellens          | + 52"    |
| 8  | Radomir Simunek       | + 53"    |
| 9  | Dieter Vanthourenhout | + 54"    |
| 10 | Martin Zlamalik       | + 1'05"  |

| #  | Naam                  | Tijd     |
| -- | --------------------- | -------- |
| 1  | Lars Boom             | 1u08'29" |
| 2  | Niels Albert          | + 13"    |
| 3  | Bart Wellens          | + 1'16"  |
| 4  | Gerben de Knegt       | + 1'46"  |
| 5  | Sven Nys              | + 1'55"  |
| 6  | Bart Aernouts         | + 2'24"  |
| 7  | Kevin Pauwels         | + 2'34"  |
| 8  | Dieter Vanthourenhout | + 2'34"  |
| 9  | Christian Heule       | + 2'39"  |
| 10 | Thijs van Amerongen   | + 2'42"  |

| #  | Naam              | Tijd     |
| -- | ----------------- | -------- |
| 1  | Kevin Pauwels     | 1u01'46" |
| 2  | Niels Albert      | + 3"     |
| 3  | Sven Nys          | + 40"    |
| 4  | Steve Chainel     | + 41"    |
| 5  | Bart Aernouts     | + 42"    |
| 6  | Rob Peeters       | + 47"    |
| 7  | Philipp Walsleben | + 50"    |
| 8  | John Gadret       | + 52"    |
| 9  | Nicolas Bazin     | + 53"    |
| 10 | Enrico Franzoi    | + 55"    |

| #  | Naam              | Tijd     |
| -- | ----------------- | -------- |
| 1  | Niels Albert      | 1u04'21" |
| 2  | Kevin Pauwels     | + 6"     |
| 3  | Sven Nys          | + 32"    |
| 4  | Zdeněk Štybar     | + 37"    |
| 5  | Klaas Vantornout  | + 38"    |
| 6  | Tom Meeusen       | + 47"    |
| 7  | Philipp Walsleben | + 1'00"  |
| 8  | Steve Chainel     | + 1'11"  |
| 9  | Bart Aernouts     | + 1'35"  |
| 10 | Francis Mourey    | + 2'00"  |

## Vrouwen elite

### Kalender en podia
| Datum      | Locatie                              | Eerste            | Tweede               | Derde                    | Leidster in het klassement |
| ---------- | ------------------------------------ | ----------------- | -------------------- | ------------------------ | -------------------------- |
| 17/10/2010 | Aigle                                | Katherine Compton | Daphny van den Brand | Kateřina Nash            | Katherine Compton          |
| 24/10/2010 | Cyclocross Pilsen, Pilsen            | Sanne van Paassen | Daphny van den Brand | Kateřina Nash            | Sanne van Paassen          |
| 27/11/2010 | Duinencross, Koksijde                | Katherine Compton | Daphny van den Brand | Sanne van Paassen        | Sanne van Paassen          |
| 19/12/2010 | Cyclocross Kalmthout, Kalmthout      | Katherine Compton | Marianne Vos         | Kateřina Nash            | Sanne van Paassen          |
| 26/12/2010 | GP Eric De Vlaeminck, Heusden-Zolder | Katherine Compton | Marianne Vos         | Sanne van Paassen        | Katherine Compton          |
| 16/01/2011 | Pontchâteau                          | Marianne Vos      | Hanka Kupfernagel    | Christel Ferrier-Bruneau | Sanne van Paassen          |
| 23/01/2011 | GP Adrie van der Poel, Hoogerheide   | Katherine Compton | Hanka Kupfernagel    | Marianne Vos             | Sanne van Paassen          |

### Eindklassement
| Pos. | Renster                  | AIG | PIL | KOK | KAL | HEU | PON | HOO | Punten |
| ---- | ------------------------ | --- | --- | --- | --- | --- | --- | --- | ------ |
| 1    | Sanne van Paassen        | 40  | 60  | 45  | 40  | 45  | 40  | 40  | 310    |
| 2    | Katherine Compton        | 60  | –   | 60  | 60  | 60  | –   | 60  | 300    |
| 3    | Marianne Vos             | –   | –   | –   | 50  | 50  | 60  | 45  | 205    |
| 4    | Sanne Cant               | 26  | 28  | 40  | 35  | 18  | 26  | 30  | 203    |
| 5    | Hanka Kupfernagel        | 35  | –   | 35  | 28  | –   | 50  | 50  | 198    |
| 6    | Daphny van den Brand     | 50  | 50  | 50  | –   | 40  | –   | –   | 190    |
| 7    | Christel Ferrier-Bruneau | 28  | 30  | 26  | 12  | 26  | 45  | 20  | 187    |
| 8    | Pavla Havlíková          | 19  | 40  | 28  | 26  | 35  | 24  | 15  | 187    |
| 9    | Kateřina Nash            | 45  | 45  | –   | 45  | –   | –   | 35  | 170    |
| 10   | Helen Wyman              | 30  | 35  | 24  | 18  | 19  | 14  | 26  | 140    |

Kampioenschappen:  Wereldkampioenschappen · 
 Europese kampioenschappen · 
 Belgische kampioenschappen · 
 Nederlandse kampioenschappen
Klassementen:  Wereldbeker · 
 Superprestige · 
 GvA Trofee · 
 TOI TOI Cup · 
 Challenge national
Overig:  Fidea Cyclocross Classics
1993-1994 · 1994-1995 · 1995-1996 · 1996-1997 · 1997-1998 · 1998-1999 · 1999-2000 · 2000-2001 · 2001-2002 · 2002-2003 · 2003-2004 · 2004-2005 · 2005-2006 · 2006-2007 · 2007-2008 · 2008-2009 · 2009-2010 · 2010-2011 · 2011-2012 · 2012-2013 · 2013-2014 · 2014-2015 · 2015-2016 · 2016-2017 · 2017-2018 · 2018-2019 · 2019-2020 · 2020-2021 · 2021-2022 · 2022-2023 · 2023-2024 · 2024-2025